# Eleocharis compressa
Eleocharis compressa är en halvgräsart som beskrevs av William Starling Sullivant. Eleocharis compressa ingår i släktet småsäv, och familjen halvgräs.

## Underarter
Arten delas in i följande underarter:
- E. c. acutisquamata
- E. c. compressa